# 윈터 온 파이어: 우크라이나의 자유 투쟁
《윈터 온 파이어: 우크라이나의 자유 투쟁, 우크라이나어: Зима у вогні: Боротьба України за свободу, 영어: Winter on Fire: Ukraine's Fight for Freedom)은 2015년 공개된 우크라이나와 미국, 영국 합작의 다큐멘터리 영화이다. 제88회 아카데미상 다큐멘터리 장편 영화상 부문에 후보로 올랐다. 우크라이나에서 일어난 유로마이단 시위를 주제로 하고 있다.